# 21457 Fevig
21457 Fevig este un asteroid din centura principală de asteroizi.

## Descriere
21457 Fevig este un asteroid din centura principală de asteroizi. A fost descoperit pe 25 aprilie 1998 la Stația Anderson Mesa în cadrul programului LONEOS. Asteroidul prezintă o orbită caracterizată de o semiaxă mare de 2,34 ua, o excentricitate de 0,19 și o înclinație de 0,2° în raport cu ecliptica.